# Buildings at Risk Register

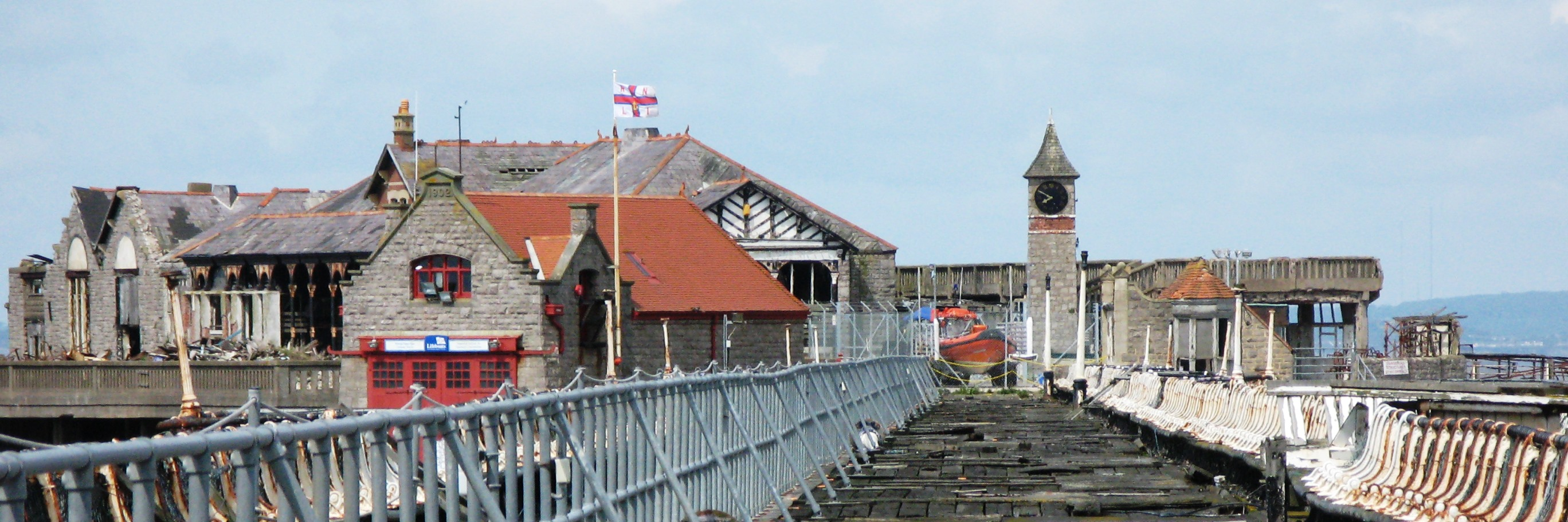
Der Birnbeck Pier in Weston-super-Mare

In einem Buildings at Risk Register werden Gebäude und andere Bauwerke verzeichnet, die durch Vernachlässigung oder Verfall gefährdet sind. Solche Register existieren in verschiedenen Teilen des Vereinigten Königreichs.
In England pflegt die staatliche Organisation English Heritage eine Liste besonders gefährdeter Grade-I- und Grade-II*-Bauwerke.  Dieses Verzeichnis enthält außerdem gefährdete Scheduled Monuments sowie Grade-II-Bauwerke in London. Das erste Buildings at Risk Register für ganz England wurde 1998 veröffentlicht. Die Ausgabe 2004 enthält 1300 Einträge. Das Verzeichnis 2007 umfasst 1235 Gebäude und andere Bauwerke; davon befinden sich 16 in allergrößter Gefahr, für deren Rettung schätzungsweise 127,9 Millionen £ benötigt werden.
Ein ähnliches Register wird vom Scottish Civic Trust aufgestellt und gepflegt. Derzeit sind darin etwa 1000 Bauwerke verzeichnet.

## Heritage at Risk Register
Im Juli 2008 hat English Heritage das „Buildings at Risk Register“ durch ein neues „Heritage at Risk Register“ ersetzt. Neben gefährdeten historischen Bauwerken werden darin auch gefährdete bedeutende archäologische Fundorte, historische Parkanlagen und Gärten, registrierte Schlachtfelder und geschützte Wrackstellen vor der Küste verzeichnet.